# Cytheropteron discoveria
Cytheropteron discoveria är en kräftdjursart som beskrevs av Brouwers 1994. Cytheropteron discoveria ingår i släktet Cytheropteron och familjen Cytheruridae. Inga underarter finns listade i Catalogue of Life.